# Портсмут (Охајо)
Портсмут (енгл. Portsmouth) град је у америчкој савезној држави Охајо.

## Демографија
По попису из 2010. године број становника је 20.226, што је 683 (-3,3%) становника мање него 2000. године.
| Група             | 2000.          | 2010.          |
| Белци             | 19.027 (91,0%) | 17.988 (88,9%) |
| Афроамериканци    | 1.046 (5,0%)   | 1.032 (5,1%)   |
| Азијати           | 127 (0,6%)     | 124 (0,6%)     |
| Хиспаноамериканци | 195 (0,9%)     | 439 (2,2%)     |
| Укупно            | 20.909         | 20.226         |